# 洛倫佐·托内利
洛倫佐·托内利（義大利語：Lorenzo Tonelli，1990年1月17日—），是一名意大利職業足球員，現效力於意大利足球甲級聯賽球隊安玻里。司職中堅。

## 球會生涯
托內利於意大利，出生。他於安玻里開始其職業生涯。2010-11賽季，他於2010年9月5日首次代表球隊於意大利乙組足球聯賽上陣。
2015年4月26日，亞特蘭大球員赫尔曼·丹尼斯於雙方比賽後前往安玻里的更衣室，向托內利出拳。事後，丹尼斯停賽5場。

## 外部連結
- 洛倫佐·托內利 （页面存档备份，存于）於La Gazzetta dello Sport上的資料 （意大利文）
- 洛倫佐·托內利 （页面存档备份，存于）於Football.it Profile上的資料 （意大利文）
- Soccerway資料庫：洛倫佐·托内利 \